# Live 2002
Live 2002 — второй концертный альбом и первый DVD немецкой фолк-метал группы In Extremo.

## История создания
Первый концертный DVD группы было решено записать в Кифхойзере, в замке Кифхаузен неподалеку от памятника Фридриху Барбароссе. В процессе работы In Extremo остались недовольны не самым подходящим местом, отвратительной погодой и недостаточным освещением. В довершение всего, техника оказалась неисправна, потому оказался записан не весь концерт и пришлось впоследствии менять хронологию песен. Звук на первом издании отставал, что вызвало негодование фанатов. Вполне вероятно, что именно по этой причине пришлось добавлять к концерту в Кифхойзере отрывки с фестивалей Taubertal и M’era Luna. Несмотря ни на что, альбом был коммерчески прибыльным.

## Композиции
| №   | Название                       | Длительность |
| --- | ------------------------------ | ------------ |
| 1.  | «Intro»                        | 2:25         |
| 2.  | «Krummavisur»                  | 3:51         |
| 3.  | «Merseburger Zaubersprüche II» | 4:38         |
| 4.  | «Omnia Sol Temperat»           | 4:58         |
| 5.  | «Spielmannsfluch»              | 3:42         |
| 6.  | «Villeman Og Magnhild»         | 5:22         |
| 7.  | «Unter dem Meer»               | Только DVD   |
| 8.  | «Pavane»                       | Только DVD   |
| 9.  | «Merseburger Zaubersprüche I»  | 4:42         |
| 10. | «Rotes Haar»                   | 7:13         |
| 11. | «Stetit Puella»                | 4:45         |
| 12. | «Vollmond»                     | 5:03         |
| 13. | «Die Gier»                     | 4:13         |
| 14. | «Ai Vis Lo Lop»                | 6:42         |
| 15. | «Palaestinalied»               | 6:06         |
| 16. | «Wind»                         | 4:28         |
| 17. | «Herr Mannelig»                | 6:22         |

## Интересные факты
- Песни Unter dem Meer и Pavane отсутствуют на CD.
- Помимо концерта на DVD-диске присутствуют первые клипы группы (This Corrosion, Vollmond, Wind), а также бонус-материалы: In Extremo Special, Mexican Tour, Backstage и Making of Kyffhaeuser.
- Всего за три года DVD стал золотым (было продано 25 000 экземпляров), продажи CD достигли порядка 65 000 к 2011 году.

## Состав записи
- Михаэль Райн — вокал, цистра
- Dr. Pymonte — волынка, шалмей, арфа
- Yellow Pfeiffer — волынка, шалмей
- Flex der Biegsame — волынка, шалмей
- Van Lange — гитара
- Die Lutter — бас-гитара
- Der Morgenstern — ударные